# Croton rivinifolius
Croton rivinifolius är en törelväxtart som beskrevs av Carl Sigismund Kunth. Croton rivinifolius ingår i släktet Croton och familjen törelväxter. Inga underarter finns listade i Catalogue of Life.